# Heinrich Gustav Beck

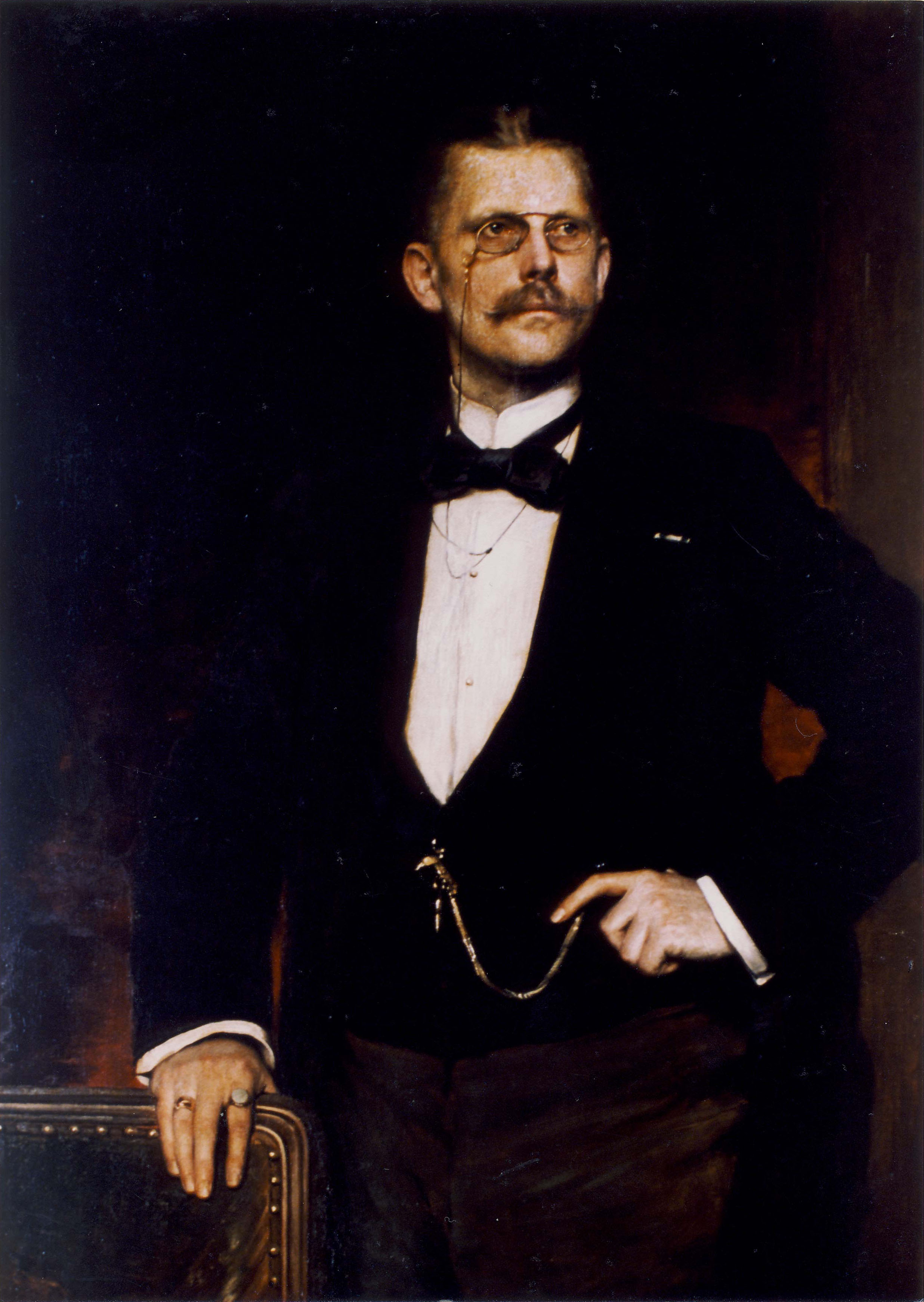
Heinrich Gustav von Beck; Porträtgemälde von Leon Pohle

Heinrich Gustav Beck, ab 1918 von Beck, (* 11. April 1854 in Gera; † 9. Januar 1933 in Dresden) war ein deutscher Jurist und Politiker, der als Bürgermeister in Freiberg und Oberbürgermeister in Chemnitz wirkte, später als sächsischer Kultusminister und von 1914 bis 1918 als Vorsitzender des sächsischen Gesamtministeriums.

## Ausbildung und kommunale Karriere
Beck besuchte das Gymnasium in Gera, studierte dann Rechtswissenschaft an der Ruprecht-Karls-Universität Heidelberg, der Universität Leipzig und der Friedrich-Wilhelms-Universität Berlin. 1874 wurde er Mitglied der Burschenschaft Frankonia Heidelberg. Nach dem bestandenen ersten Staatsexamen absolvierte den (preußischen) juristischen Vorbereitungsdienst und promovierte. 1881 heiratete er Luise geb. Rebenstorff. 
Beck schlug nach dem zweiten Staatsexamen eine Beamtenlaufbahn in der sächsischen Kommunalverwaltung ein und wurde Ratsassessor in Dresden. Danach war er von 1890 bis 1895 in Frankenberg in Sachsen und von 1895 bis 1896 in Freiberg Bürgermeister. Seine Erfolge und seine politische Haltung ermöglichten ihm eine schnelle Karriere: Am 17. September 1896 wurde er zum Chemnitzer Oberbürgermeister gewählt. Ab 1895 war Beck durch seine kommunalen Ämter von Amts wegen Mitglied der I. Kammer (Oberhaus) des Sächsischen Landtags. Er gehörte zur konservativen Richtung und beteiligte sich lebhaft an den Landtagsverhandlungen. Er zeichnete sich in diesem Sinne besonders in den Diskussionen um eine Änderung des Volksschulgesetzes aus.
In seiner Amtszeit als Oberbürgermeister von 1896 bis 1907 erlebte Chemnitz einen bedeutenden Aufschwung. Die Stadt entwickelte sich weiter (heute Oberzentrum). Militärbehörden, eine neue Kreishauptmannschaft und eine neue Oberpostdirektion erhielten dort ihren Sitz. Vororte wie Gablenz, Kappel und Bernsdorf wurden eingemeindet, so dass Fläche und Bevölkerung der Stadt stark wuchsen. Unter Beck fiel die Entscheidung für die Errichtung von drei das städtische Erscheinungsbild besonders prägenden Gebäuden: das Neue Rathaus, das König-Albert-Museum und das Neue Stadttheater.

## Kultusminister und Vorsitzender im Gesamtministerium
Verdienste erwarb sich Beck u. a. bei der Entwicklung des örtlichen Schul- und Fortbildungswesens. Am 15. Januar 1908 wurde er daher zum Staatsminister und Vorstand des Ministeriums des Kultus und Öffentlichen Unterrichts berufen und schied aus dem Landtag aus. Zu seinen Verdiensten gehört u. a. die Verabschiedung des sächsischen Mädchenschulgesetzes von 1910. Die Technische Hochschule Dresden verlieh ihm 1914 die Ehrendoktorwürde, zehn Jahre später wurde er außerdem zum Ehrensenator ernannt.
Am 21. Mai 1914 wurde Beck zusätzlich zum Vorsitzenden des sächsischen Gesamtministeriums berufen und nahm damit faktisch die Stellung eines Ministerpräsidenten ein. Im Herbst 1918 zeichnete sich ab, dass sich das konservative Ministerium nicht halten konnte. Beck trat am 24. Oktober 1918 als Kultusminister und am Folgetag auch als Vorsitzender des Gesamtministeriums zurück. Ihm wurde in diesem Zusammenhang als letztem sächsischen Staatsbürger der erbliche Adel verliehen. Beck lebte im Ruhestand in Dresden und Meißen, wo er für das Hochstift Meißen wirkte, zu dessen Domherrn, Dechanten und Dompropst er noch durch den sächsischen König ernannt worden war.

## Ehrungen
Heinrich Gustav Beck wurde am 27. Dezember 1907 die Ehrenbürgerwürde der Stadt Chemnitz verliehen. Ihm zu Ehren wurde die Kastanienstraße, an der er in verschiedenen Häusern gewohnt hatte, in Heinrich-Beck-Straße umbenannt. Die Straße, die sich auf dem Kaßberg befindet, trug ab 1964 den Namen von Johannes R. Becher, erhielt aber am 20. Dezember 1990 ihren vorherigen Namen zurück.